# Outsider (singolo Nitro)
Outsider è un singolo del rapper italiano Nitro pubblicato il 24 marzo 2023 come secondo estratto dal quinto album in studio Outsider.

## Tracce
Testi di Nicola Albera, musiche di Michele Poli.
1. Outsider – 2:58